# 卡尔梅拉·坎蒂萨尼
卡尔梅拉·坎蒂萨尼（義大利語：Carmela Cantisani，？—），意大利女子高山滑雪运动员。她曾代表意大利参加1988年冬季残疾人奥林匹克运动会高山滑雪比赛，获得一枚铜牌。